# Andrés do Barro
Andrés Lapique do Barro (Ferrol, La Coruña, Galicia, 1 de octubre de 1947-Madrid, 22 de diciembre de 1989) fue un cantautor español en lengua gallega. Hasta 2019 fue el único cantante que alcanzó el número uno en España con una canción escrita en una lengua española distinta a la castellana: «O tren» (1970).

## Biografía
Andrés Lapique do Barro nació en el seno de una familia vinculada a la Armada española, pero optó por dedicarse a la música. Fue uno de los primeros cantautores que usaron el gallego como medio de expresión durante el franquismo. Es autor de varios éxitos en gallego con los cuales triunfó en el número uno de las listas españolas hasta en cuatro ocasiones. Su primer éxito en gallego fue publicado en 1970, con el tema «O tren». Repitió este hito en tres ocasiones más (además de «O tren», situó en el número uno de las listas españolas también «Corpiño xeitoso», «San Antón» y «Pandeirada»). Hasta 2019 (Rosalía, con «Milionària») ningún otro artista había conseguido situar como número uno un tema en una lengua oficial que no fuera la castellana.  
Protagonizó —junto con Concha Velasco y bajo las órdenes de Mariano Ozores— la película En la red de mi canción, rodada en español y en la que su voz fue sustituida por la de un actor de doblaje profesional; no así sus canciones, las cuales sonaron en su versión original en gallego.
Falleció víctima de un cáncer hepático a los 42 años de edad en Madrid.
En 2015 Fernando Fernández Rego publica la biografía del músico Saudade. Andrés do Barro: el músico que llevó el pop gallego al número uno de ventas, contando con la colaboración de la familia del músico.
En 2021, fue incluido en el álbum de Galicia, reconociéndose así su aportación a la cultura.

## Discografía
- Me llamo Andrés Lapique do Barro (LP 1970)
- ¡Pum! (LP 1971)
- Andrés Do Barro (LP 1974)